# Eckhard Lodders
Eckhard Lodders (* 1957) ist ein ehemaliger deutscher Basketballspieler, der 44 A-Länderspiele für die deutsche Nationalmannschaft bestritt und mit Göttingen drei Mal deutscher Meister wurde.

## Laufbahn
Lodders wurde in Göttingen von Terence Schofield entdeckt und schaffte den Sprung in die Bundesliga-Mannschaft. Mit dem ASC 1846 Göttingen wurde er 1980, 1983 und 1984 deutscher Meister. Später spielte er noch beim TK Hannover in der 2. Basketball-Bundesliga. 1979 feierte Lodders seinen Einstand in der deutschen A-Nationalmannschaft, mit der er im Mai 1980 an der Olympiaausscheidung in der Schweiz teilnahm und dort den sechsten Rang belegte. Lodders erzielte im Turnierverlauf im Schnitt 2,9 Punkte je Spiel. Bis Juli 1982 bestritt er 44 A-Länderspiele für die Auswahl des Deutschen Basketball Bundes.
Beruflich wurde Lodders in Hannover als Lehrer tätig. Seine Söhne Jannik und Robin wurden ebenfalls Basketballer.